# Ischnomesus glabra
Ischnomesus glabra är en kräftdjursart som beskrevs av Brian Frederick Kensley1984. Ischnomesus glabra ingår i släktet Ischnomesus och familjen Ischnomesidae. Inga underarter finns listade i Catalogue of Life.